# Specie di Ajuga
Elenco delle specie di Ajuga:

## A
- Ajuga arabica P.H.Davis, 1980
- Ajuga australis R.Br., 1810
- Ajuga austroiranica Rech.f., 1982

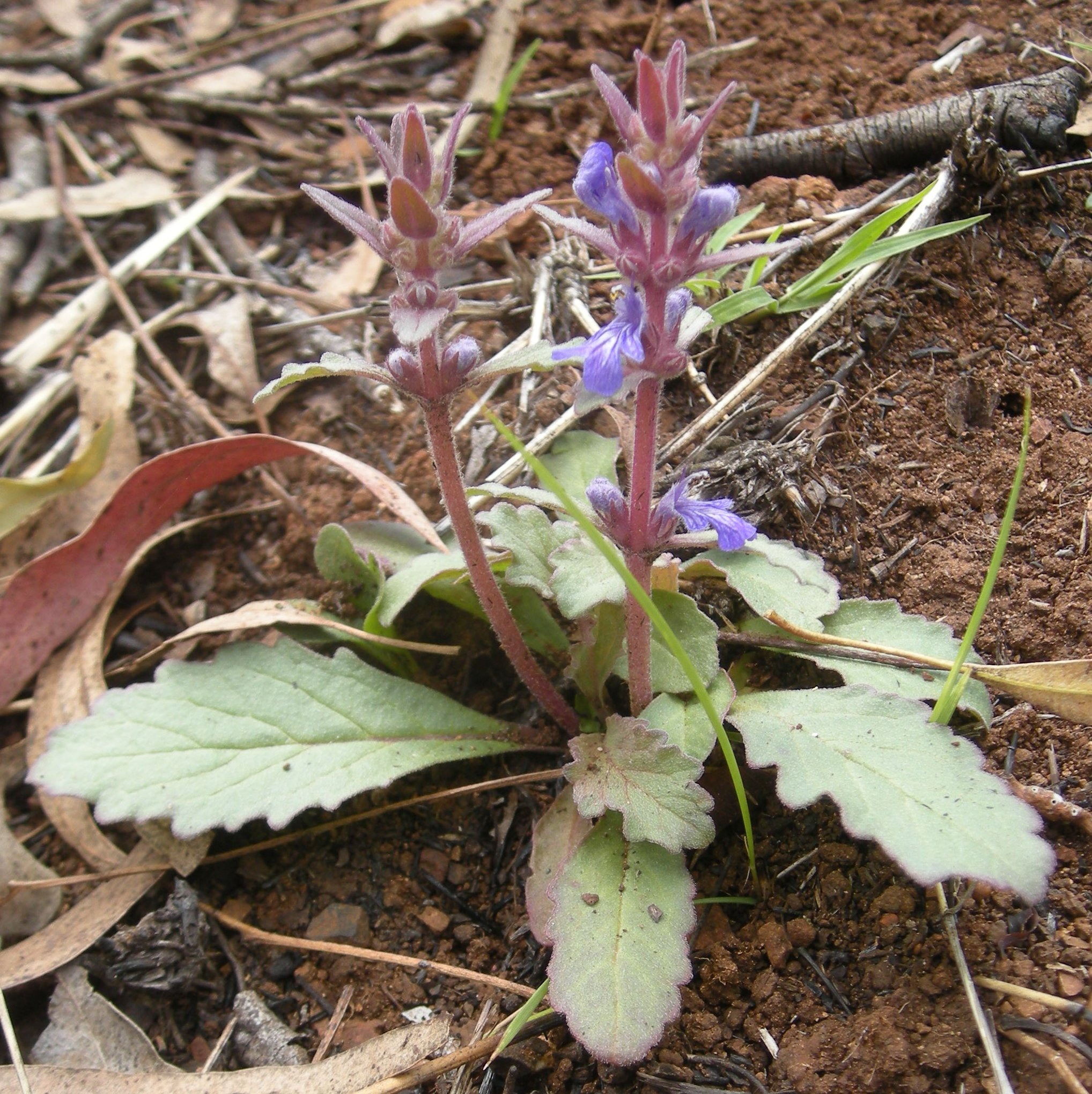
Ajuga australis

## B
- Ajuga bombycina Boiss., 1879
- Ajuga boninsimae Maxim., 1888
- Ajuga brachystemon Maxim., 1883

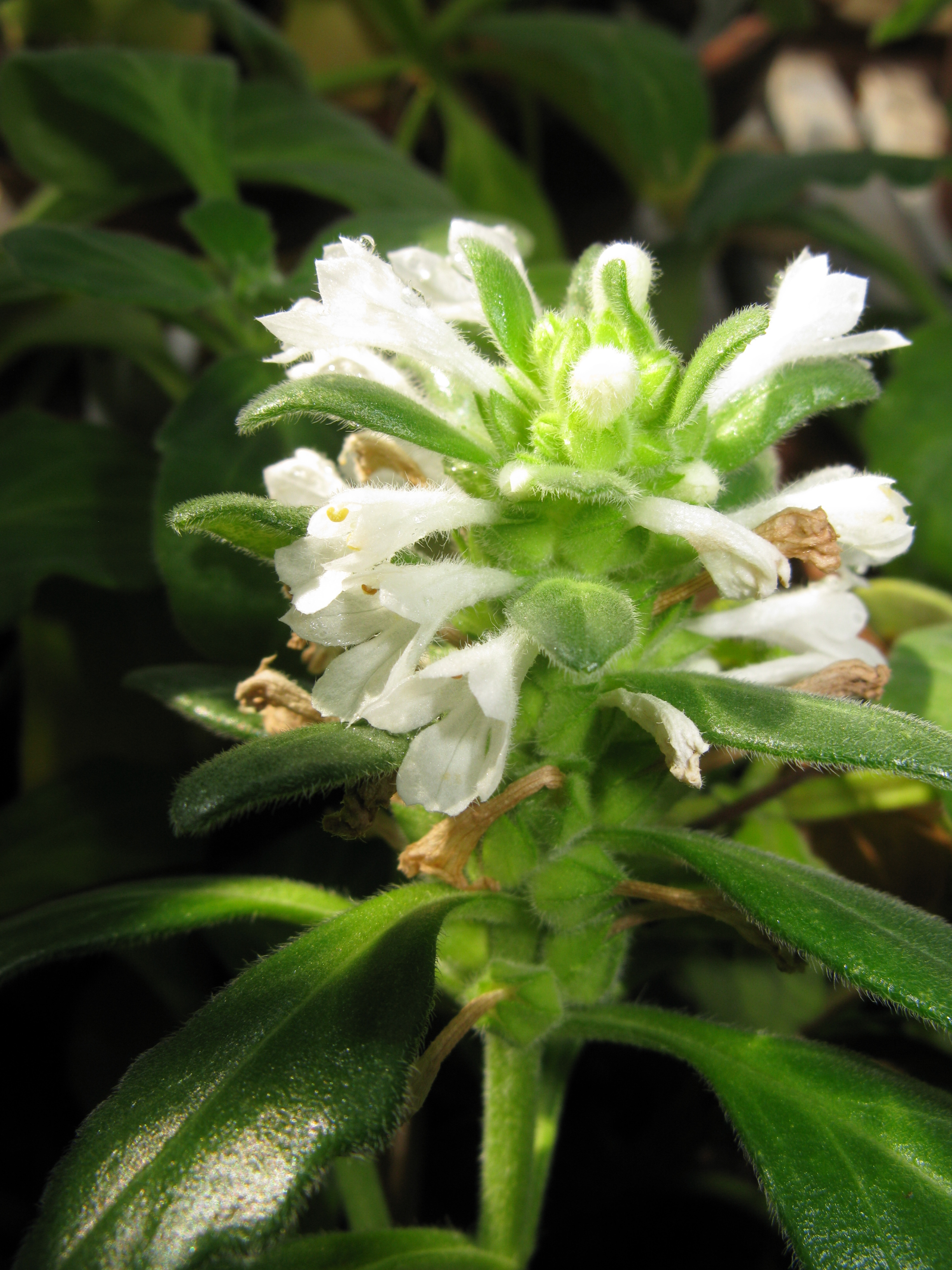
Ajuga boninsimae

## C
- Ajuga campylantha Diels, 1912
- Ajuga campylanthoides C.Y.Wu & C.Chen, 1974
- Ajuga chamaecistus Ging. ex Benth., 1835
- Ajuga chamaepitys (L.) Schreb., 1774
- Ajuga chasmophila P.H.Davis, 1947
- Ajuga ciliata Bunge, 1833

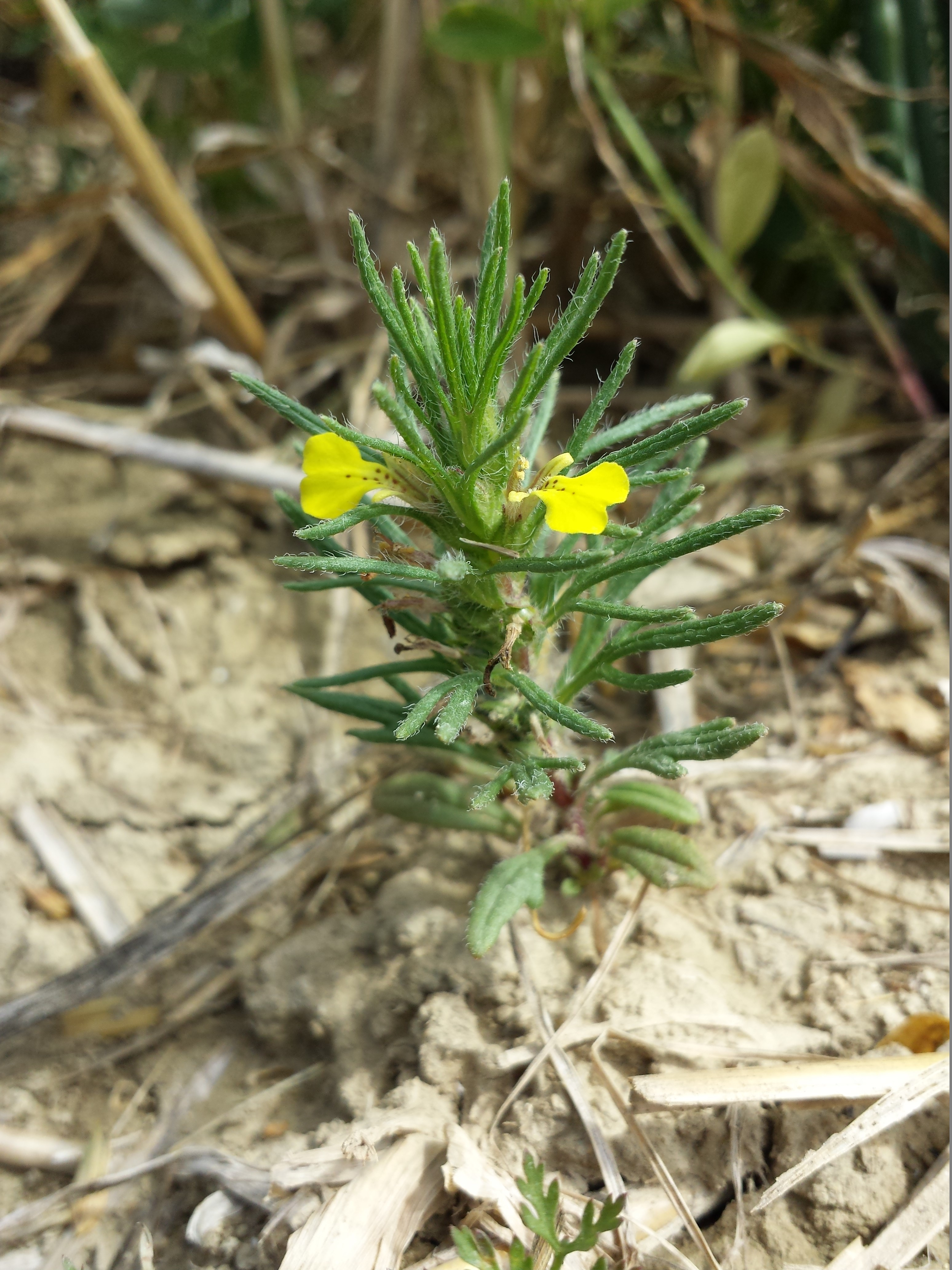
Ajuga chamaepitys

## D
- Ajuga davisiana Kit Tan & Yildiz, 1989
- Ajuga decaryana Danguy ex R.A.Clement, 1998
- Ajuga decumbens Thunb., 1784
- Ajuga dictyocarpa Hayata, 1919

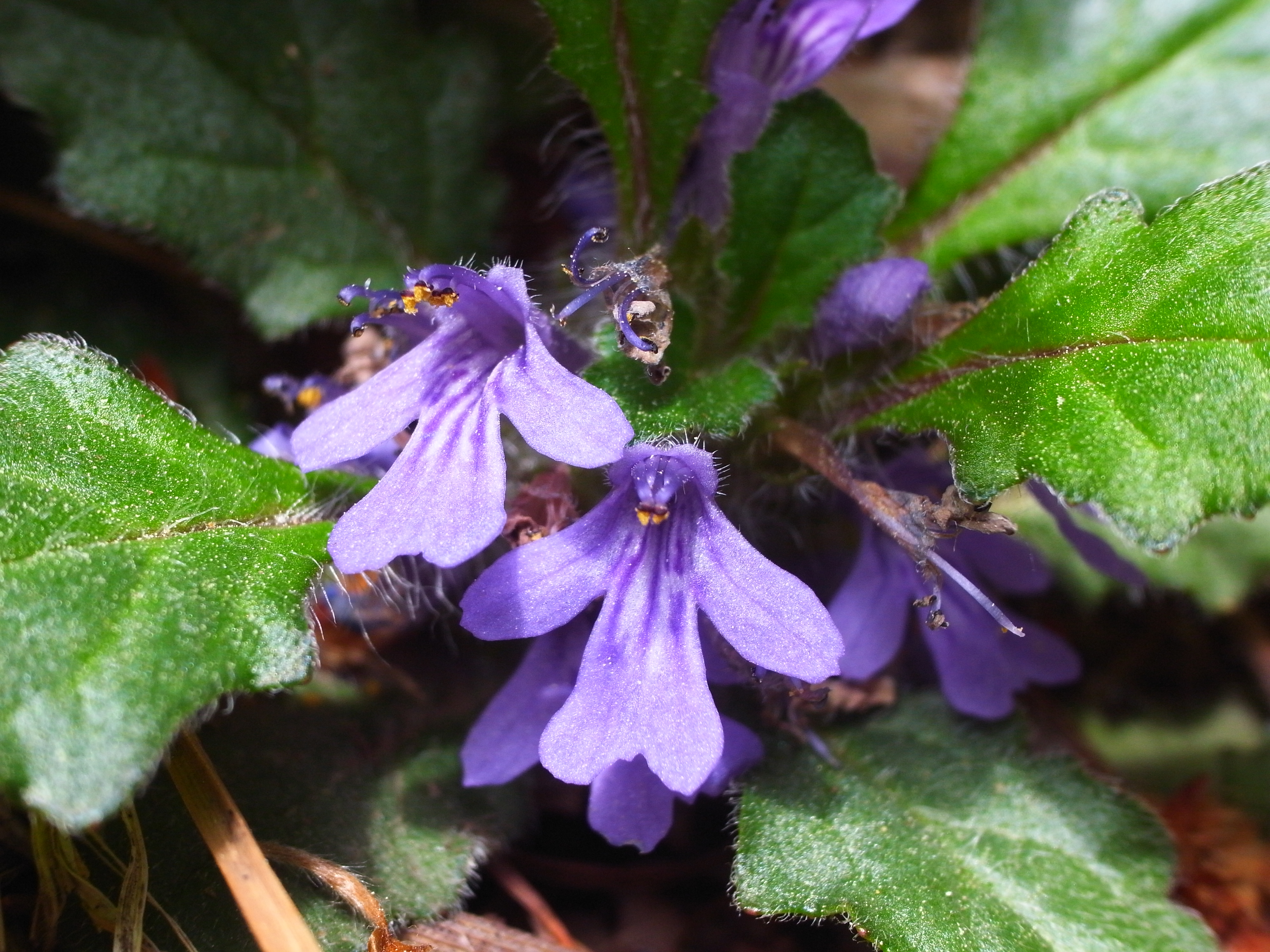
Ajuga decumbens

## F
- Ajuga fauriei H.Lév. & Vaniot, 1910
- Ajuga flaccida Baker, 1884
- Ajuga forrestii Diels, 1912

## G
- Ajuga genevensis L., 1753
- Ajuga grandiflora Stapf, 1933

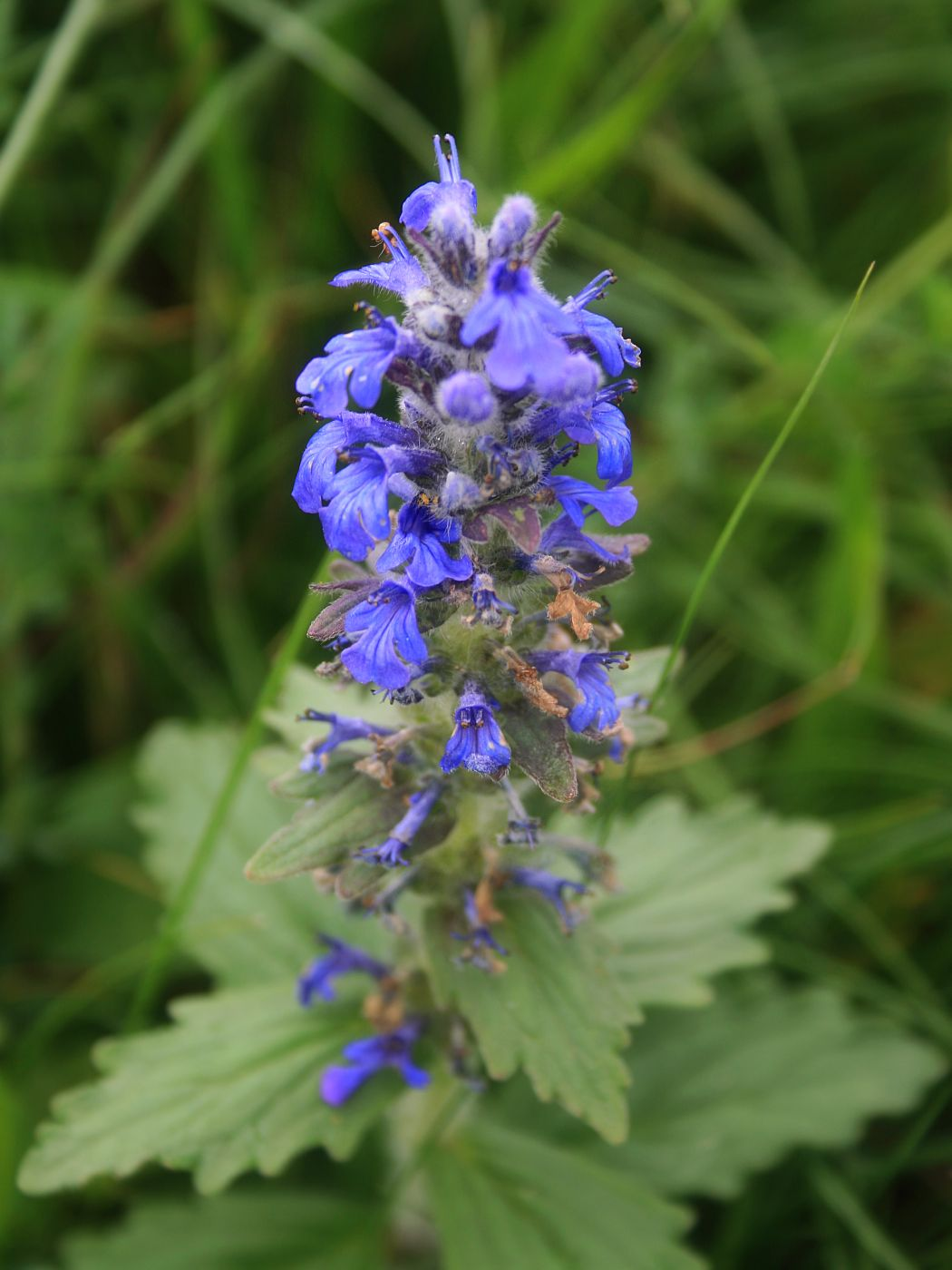
Ajuga genevensis

## I
- Ajuga incisia Maxim., 1877
- Ajuga integrifolia Buch.-Ham., 1825
- Ajuga iva (L.) Schreb., 1774

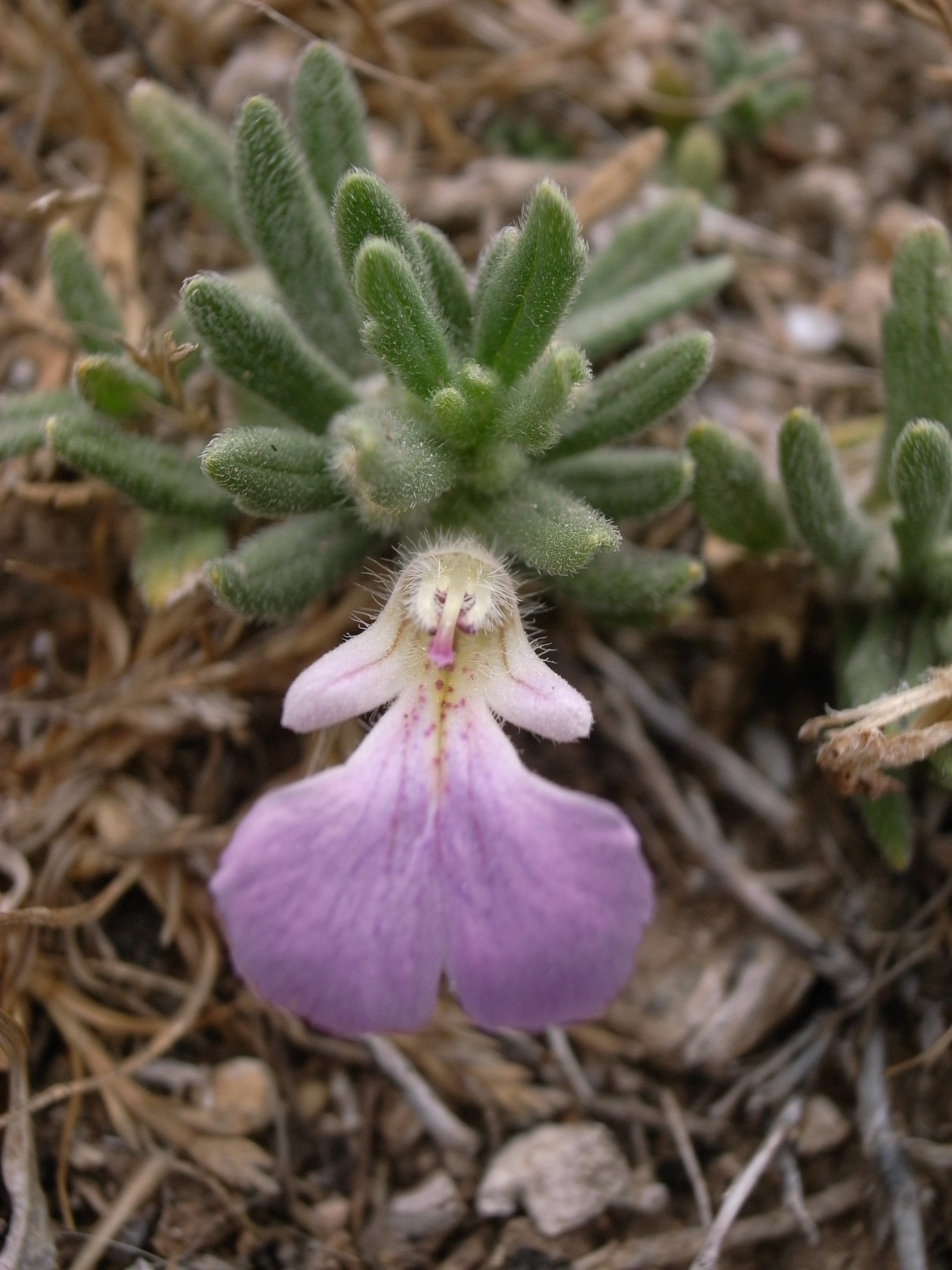
Ajuga iva

## J
- Ajuga japonica Miq., 1865

## L
- Ajuga laxmannii (Murray) Benth., 1835
- Ajuga leucantha Lukhoba, 2009
- Ajuga linearifolia Pamp., 1910
- Ajuga lobata D.Don, 1825
- Ajuga lupulina Maxim., 1877

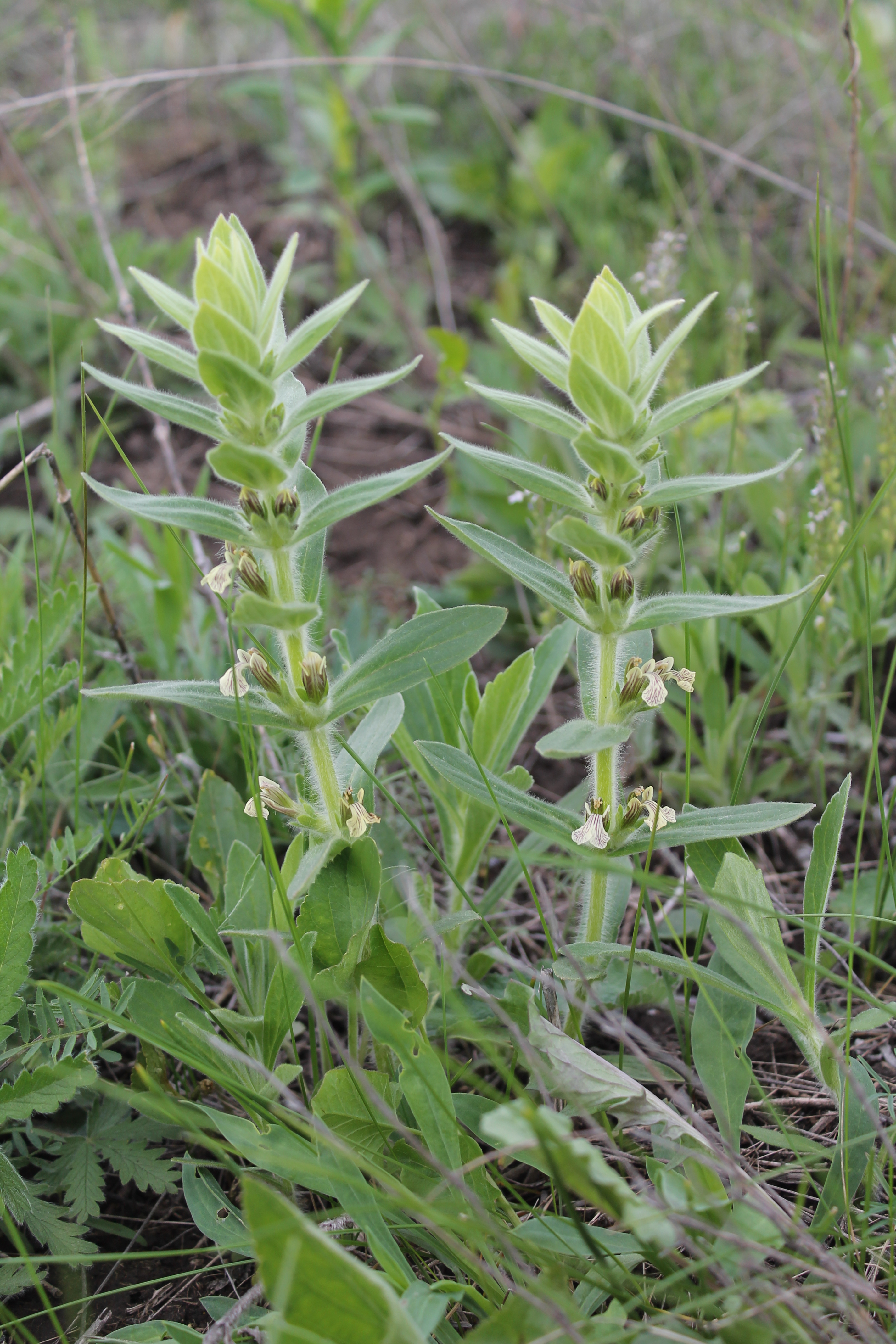
Ajuga laxmannii

## M
- Ajuga macrosperma Wall. ex Benth., 1830
- Ajuga makinoi Nakai, 1911
- Ajuga mollis Gladkova, 1974
- Ajuga multiflora Bunge, 1833

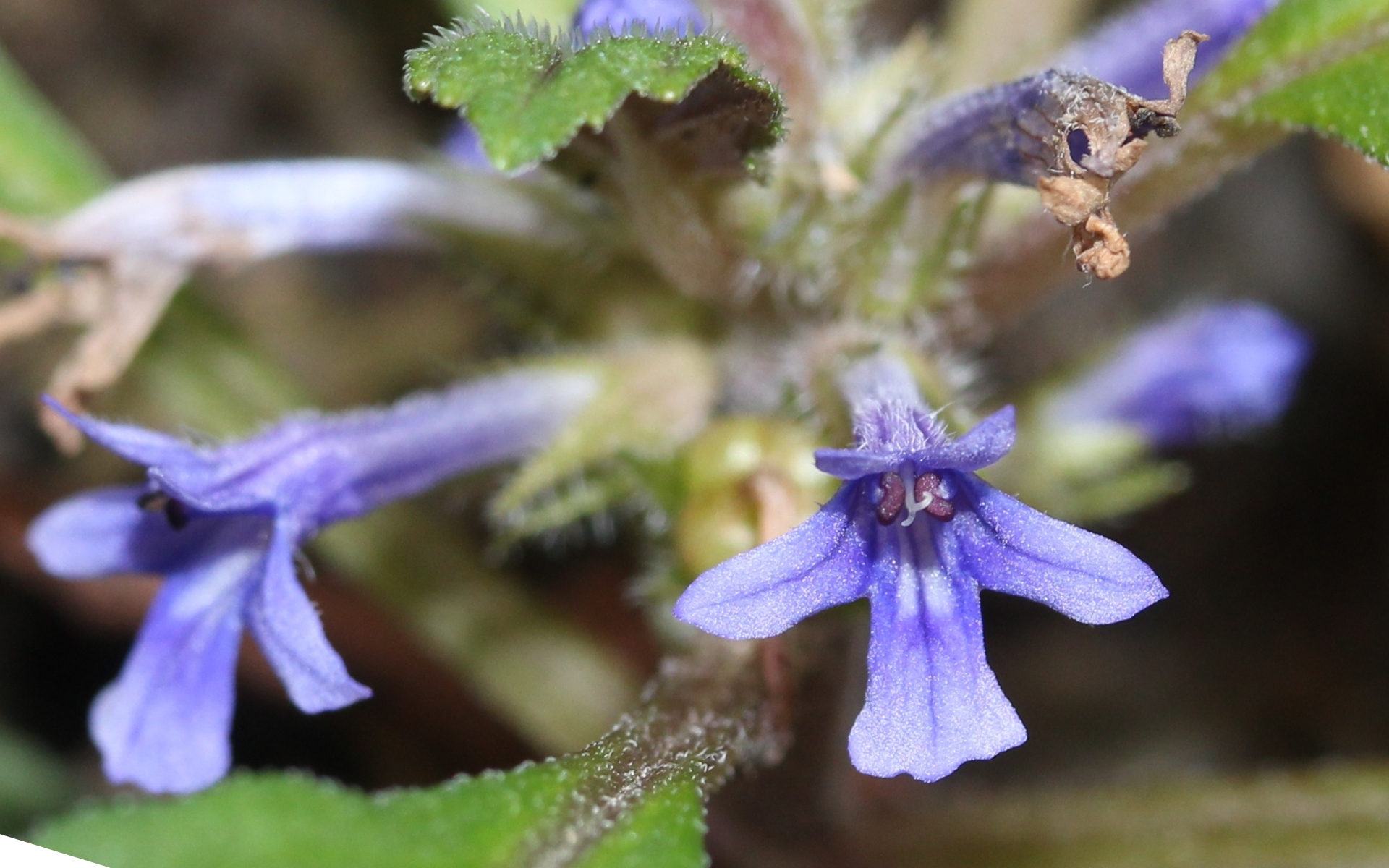
Ajuga makinoi
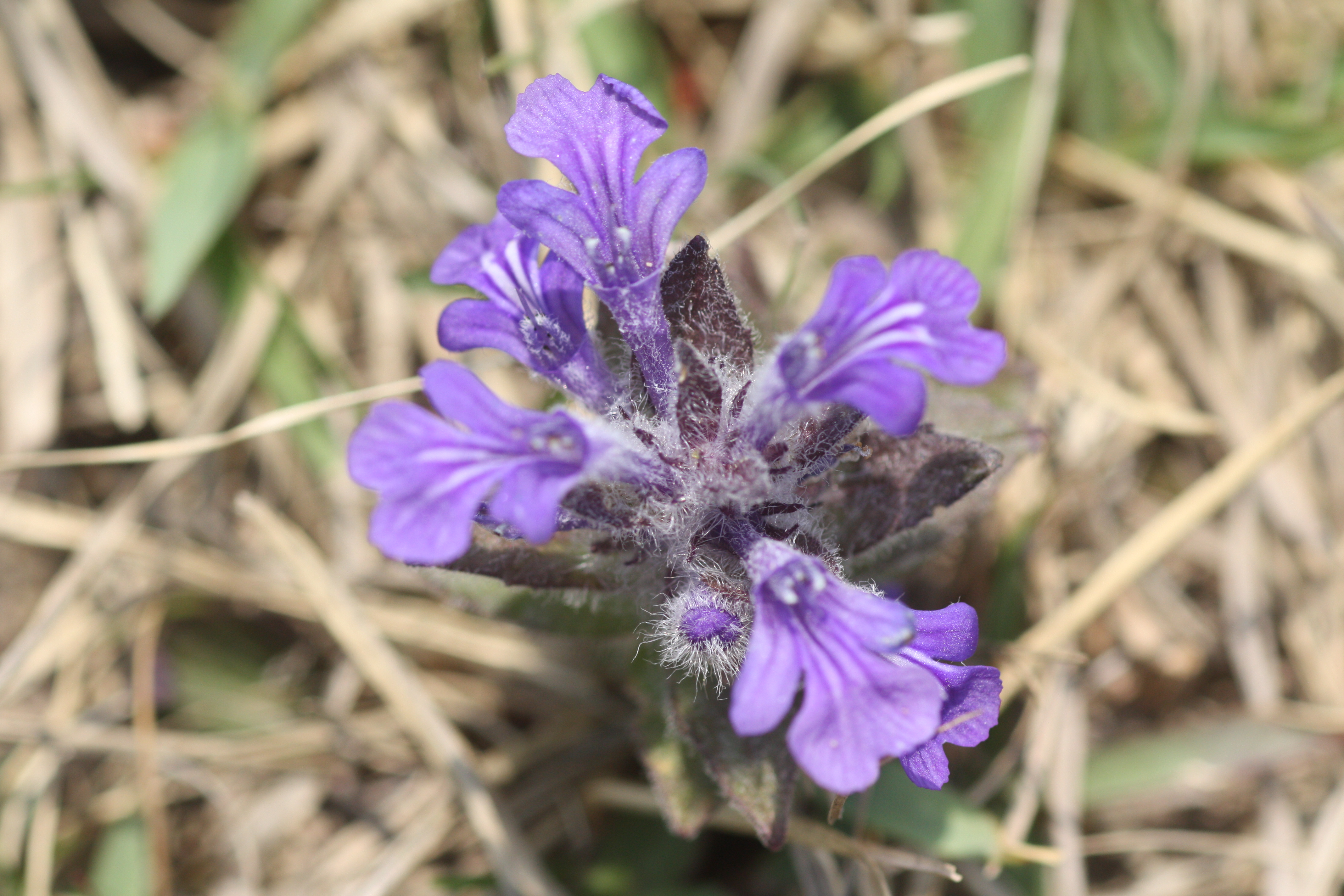
Ajuga multiflora

## N
- Ajuga nipponensis Makino, 1909
- Ajuga novoguineensis A.J.Paton & R.J.Johns, 2004
- Ajuga nubigena Diels, 1926

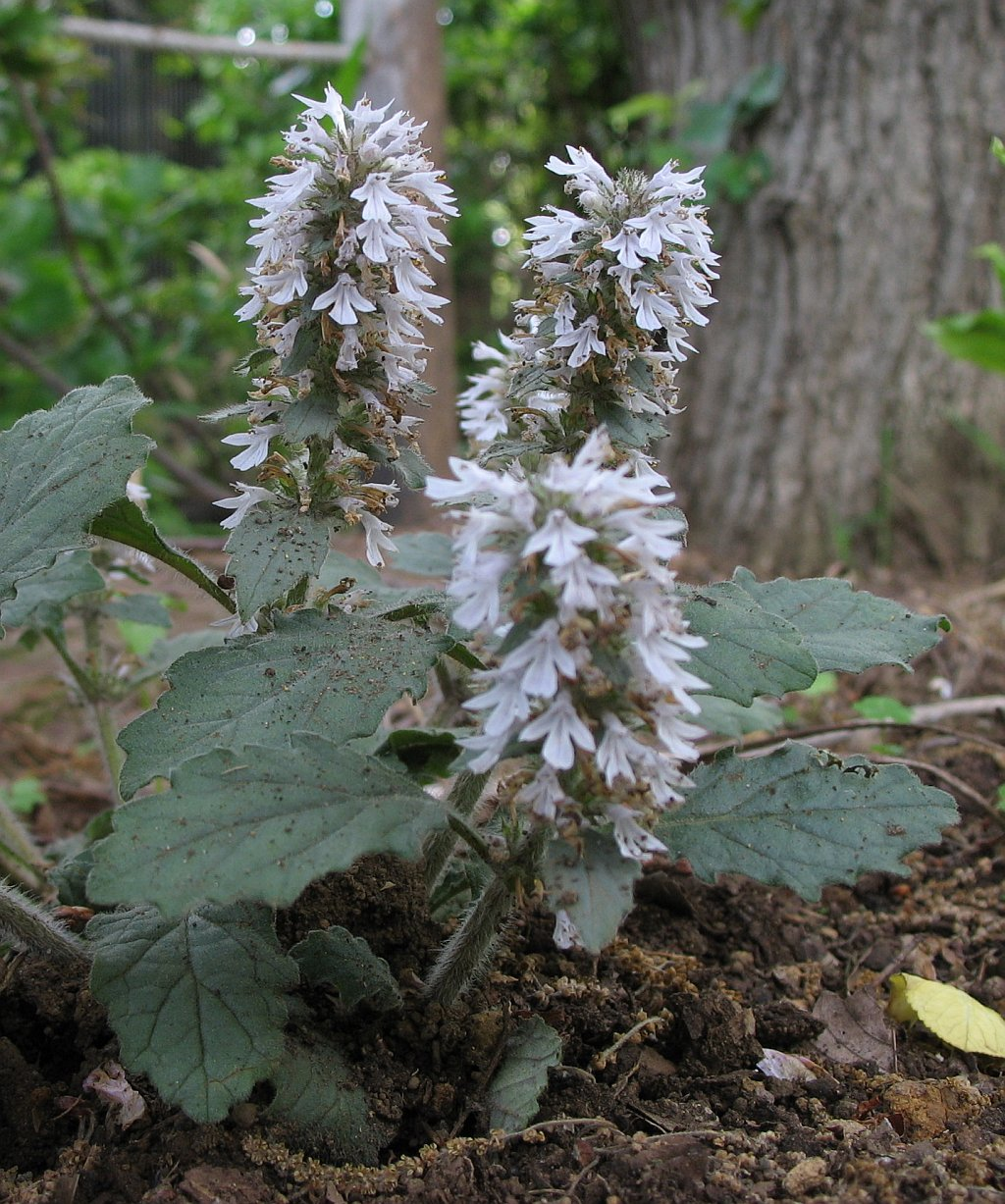
Ajuga nipponensis

## O
- Ajuga oblongata M.Bieb., 1819
- Ajuga oocephala Baker, 1887
- Ajuga ophrydis Burch. ex Benth., 1848
- Ajuga orientalis L., 1753
- Ajuga ovalifolia Bureau & Franch., 1891

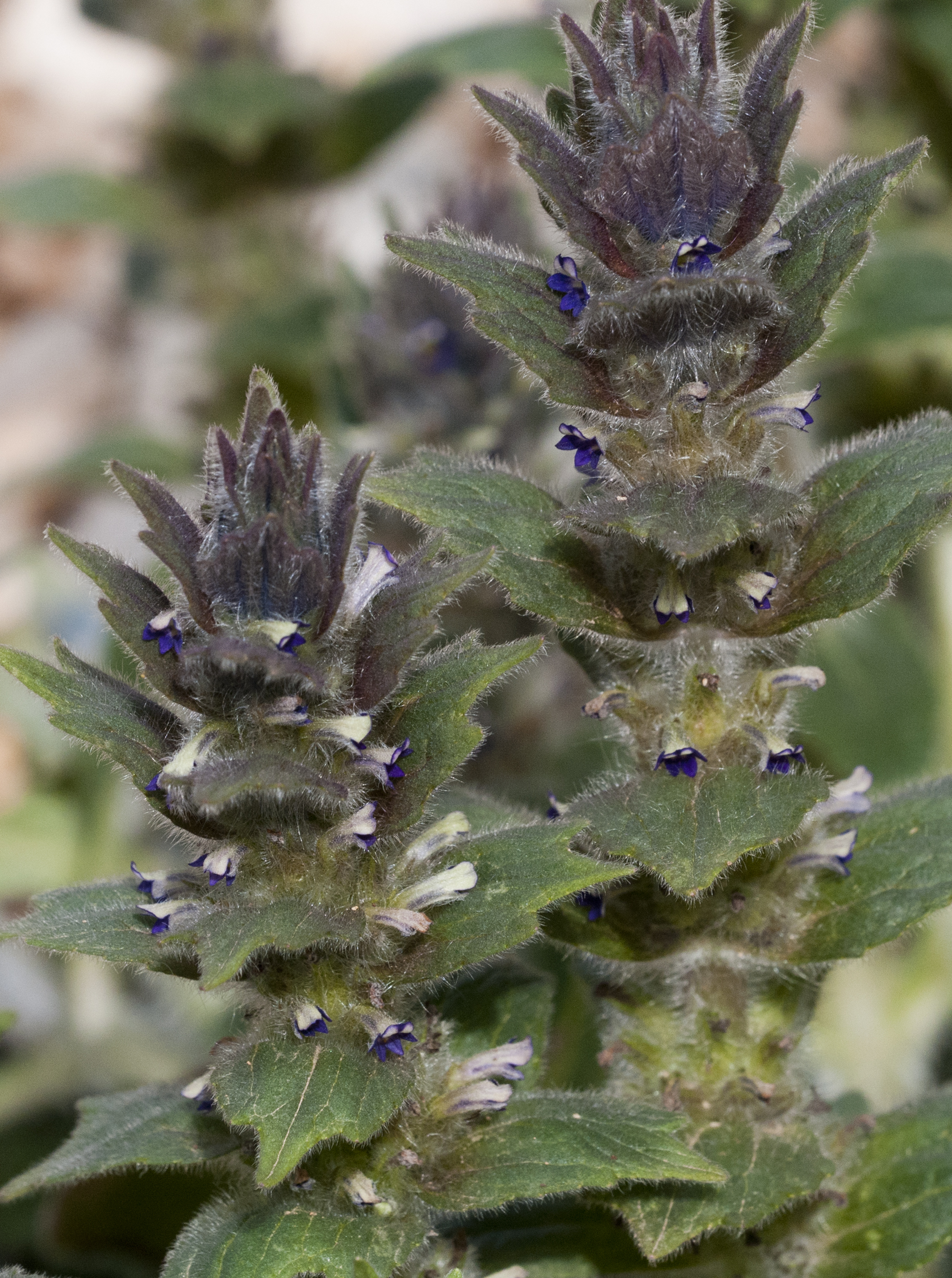
Ajuga orientalis

## P
- Ajuga pantantha Hand.-Mazz., 1936
- Ajuga parviflora Benth., 1830
- Ajuga piskoi Degen & Bald., 1896
- Ajuga postii Briq., 1894
- Ajuga pygmaea A.Gray, 1859
- Ajuga pyramidalis L., 1753

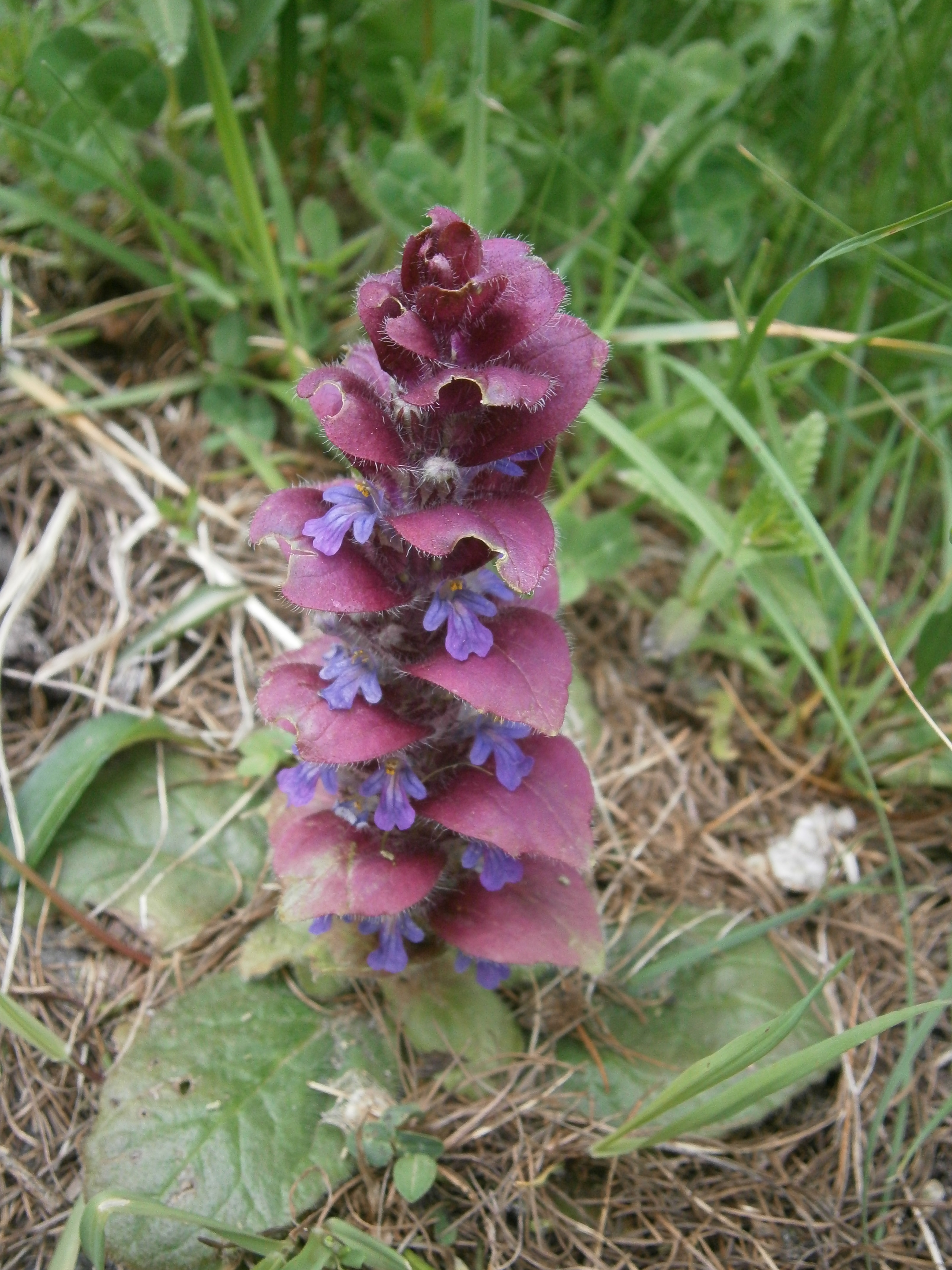
Ajuga pyramidalis

## R
- Ajuga relicta P.H.Davis.,1980
- Ajuga reptans L., 1753
- Ajuga robusta Baker, 1884

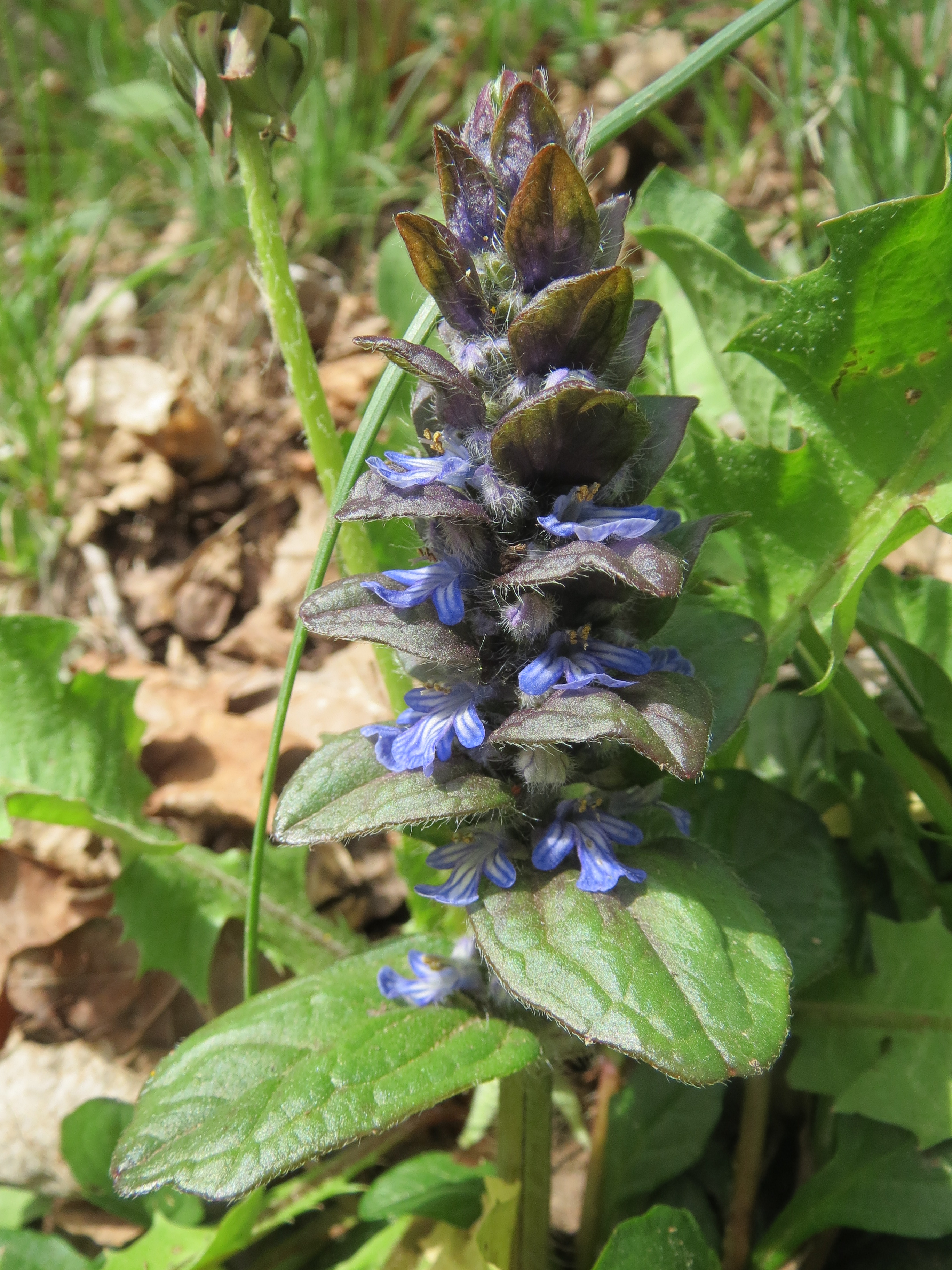
Ajuga reptans

## S
- Ajuga salicifolia (L.) Schreb., 1774
- Ajuga saxicola Assadi & Jamzad, 1984
- Ajuga sciaphila W.W.Sm., 1920
- Ajuga shikotanensis Miyabe & Tatew., 1935
- Ajuga sinuata R.Br., 1810
- Ajuga spectabilis Nakai, 1916

## T
- Ajuga taiwanensis Nakai ex Murata, 1968
- Ajuga tenorei C.Presl, 1822
- Ajuga turkestanica (Regel) Briq., 1894

## V
- Ajuga vesiculifera Herder, 1868
- Ajuga vestita Boiss., 1846

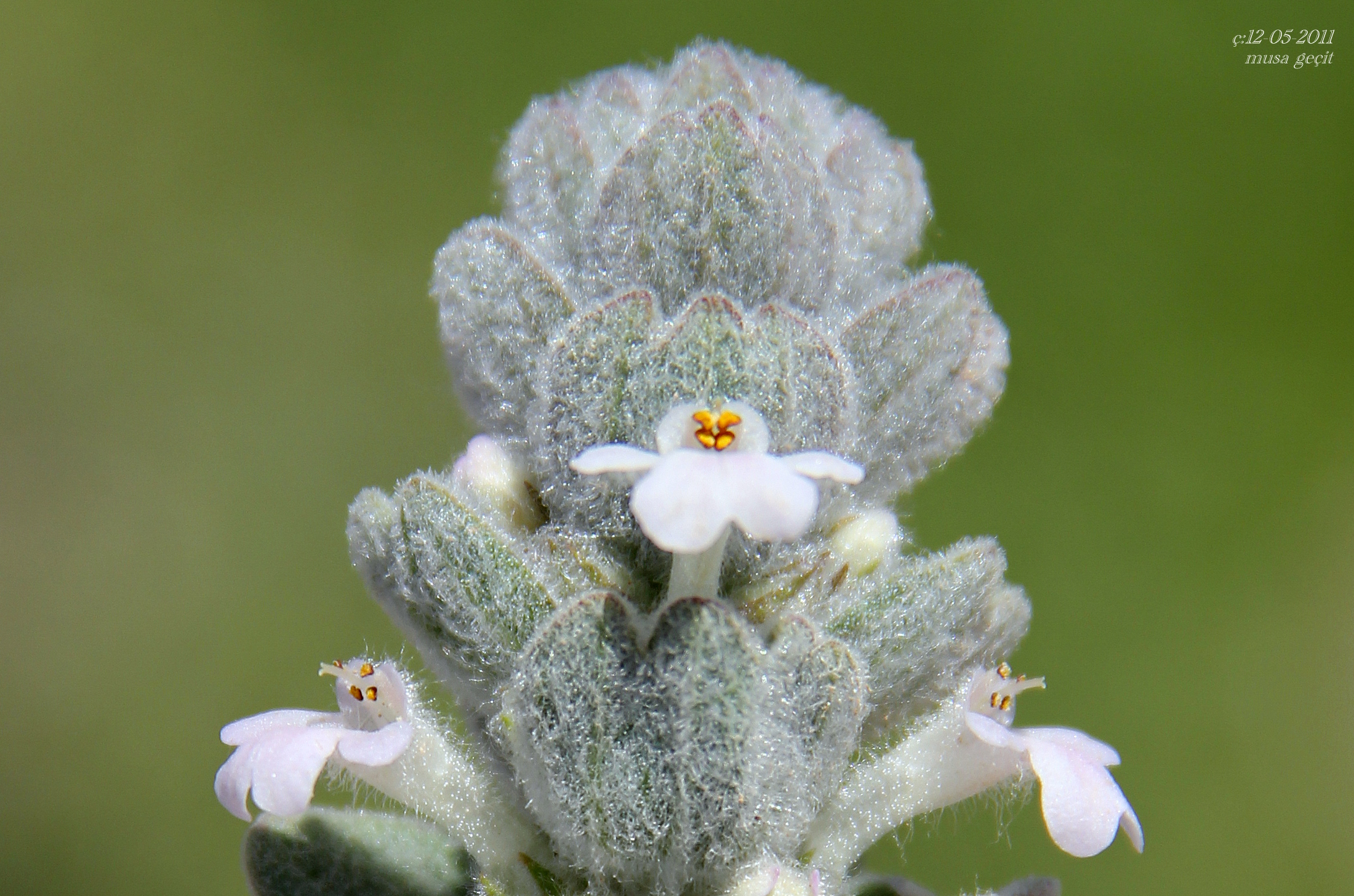
Ajuga vestita

## XYZ
- Ajuga xylorrhiza Kit Tan, 1984
- Ajuga yesoensis Maxim. ex Franch. & Sav., 1878
- Ajuga zakhoensis Rech.f., 1982